# FF de la Verge
FF de la Verge (FF Virginis) és un estel de magnitud aparent +7,12 a la constel·lació de la Verge que s'hi localitza 3º al nord de φ Virginis. S'hi troba, d'acord a la nova reducció de les dades de paral·laxi d'Hipparcos, a 347 ± 24 anys llum de distància del sistema solar.
FF de la Verge és un estel blanc de tipus espectral A2p, on la «p» indica que és un estel químicament peculiar. La seva temperatura efectiva és de 9.330 - 9.500 K i la seva lluminositat és 32 vegades major que la lluminositat solar. Té un radi 2,15 vegades més gran que el del Sol i gira sobre si mateixa amb una velocitat de rotació projectada de 3 km/s, completant una volta cada 130 dies. La seva massa és entre 2 i 2,3 vegades major que la massa solar però no existeix consens quant a la seva edat; mentre una font assenyala una edat de només 11 milions d'anys, una altra eleva aquesta xifra fins als 114 milions d'anys.
FF de la Verge és una variable Alpha² Canum Venaticorum que presenta una variació de lluentor de 0,06 magnituds. El seu espectre mostra línies d'absorció fortes de crom i estronci i, com és característic d'aquesta classe de variables, té un gran camp magnètic (<Be> = 1.859 G). Aquest estel també és conegut com a Estel de Preston, ja que va ser l'astrònom George W. Preston qui el 1970 va posar de manifest que el seu camp magnètic i el seu espectre eren variables, així com que els elements més pesats es concentren a les regions on el camp superficial és més intens.